# Deutsch-spanische Beziehungen
Die deutsch-spanischen Beziehungen sind die bilateralen diplomatischen und kulturellen Verbindungen zwischen der Bundesrepublik Deutschland und dem Königreich Spanien.
Spanien unterhält die Spanische Botschaft in Berlin und Generalkonsulate in Düsseldorf, Frankfurt am Main, Hamburg, München und Stuttgart. Ein Honorarkonsul ist in Dresden aktiv.
Deutschland betreibt eine Botschaft in Madrid, ein Generalkonsulat in Barcelona und Konsulate in Las Palmas (auf Gran Canaria), in Málaga und Palma. Honorarkonsuln sind in Aguadulce (Almería), Alicante, Bilbao, Ibiza, Jerez de la Frontera, Mahón (auf Menorca), Playa Blanca (auf Lanzarote), Hernani (Baskenland) bei San Sebastián, Santa Cruz de La Palma, Santa Cruz de Tenerife, Valencia, Vigo und Saragossa tätig.
Beide Staaten sind Mitglieder des Europarates, der Organisation für Sicherheit und Zusammenarbeit in Europa, der Organisation für wirtschaftliche Zusammenarbeit und Entwicklung, der Europäischen Union, der Eurozone, des Schengen-Raums und der Vereinten Nationen.

## Geschichte

### Verbindungen der beiden geographischen Räume vor Herausbildung der modernen Völker

Islamische Expansion bis zur Schlacht bei Poitiers

In der Antike standen sowohl ganz Hispanien, als auch die westlichen und südlichen Teile des heutigen Deutschlands unter römischer Herrschaft. Nach der Völkerwanderung der Spätantike beherrschten germanische Stämme auch Gebiete auf der Iberischen Halbinsel, so das Königreich der Sueben (ab 409) und das Westgotenreich (beginnend mit der zweiten Hälfte des 5. Jahrhunderts). Ab 711 kam ein Großteil Spaniens unter muslimische Herrschaft. Erst Karl Martell, König des Frankenreichs, das damals u. a.heutige französische und deutsche Territorien umfasste, konnte die Expansion der aus Spanien nach Südwestfrankreich vordringenden Mauren durch die Schlacht von Tours und Poitiers zum Stillstand bringen. Nur im Norden der iberischen Halbinsel hatten sich christliche Reiche behaupten können. Von dort begann ab 722 die bis 1492 andauernde spanische Reconquista.

### Alfons X.

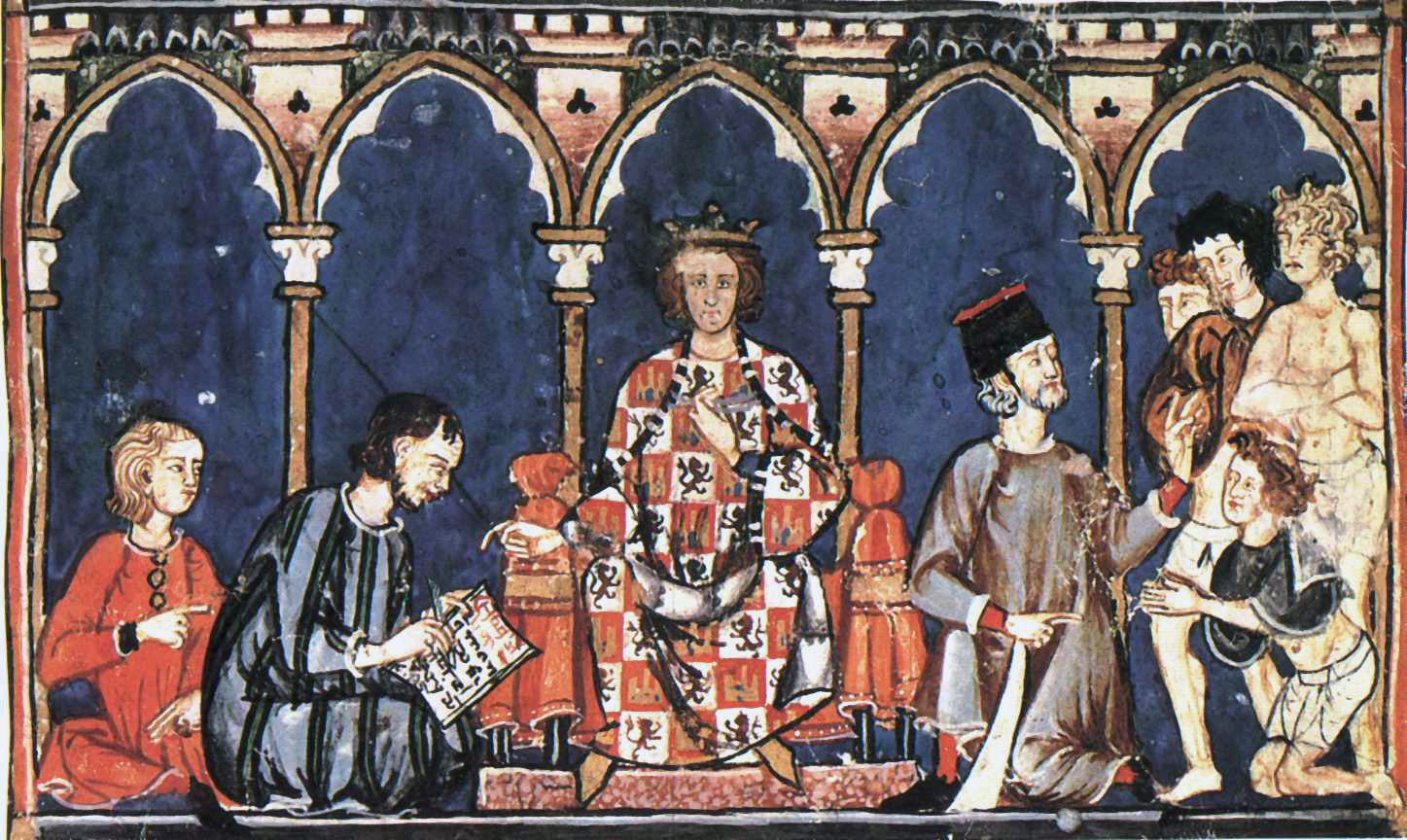
Alfons X. von Kastilien (Abbildung aus dem Libro de los juegos, 1251–1282)

Auch Alfonso X., 1252 bis 1282 König von León und Kastilien, führte einen Kreuzzug gegen die Mauren.
Dieser Herrscher war von 1257 bis 1273 auch König (Gegenkönig) des Heiligen Römischen Reiches, was mit seiner Mutter zusammenhing:
Seine Abkunft vom deutschen Geschlecht der Hohenstaufen durch seine Mutter Elisabeth, eine Tochter des Königs Philipp von Schwaben, gab ihm das Recht, die schwäbische Linie zu vertreten. Die Wahl der Kurfürsten 1257, nach dem Tod von Wilhelm von Holland 1256, bei der er die gleiche Anzahl Stimmen (beide drei Stimmen) wie der Gegenkandidat Richard von Cornwall erhielt, verführte ihn dazu, über das römisch-deutsche Königtum die prestigeträchtige Kaiserkrone anzustreben; dies wurde jedoch nie verwirklicht, weil er das nötige Geld für einen Romzug nicht aufbringen konnte. Um Geld zu erhalten, verschlechterte er die Münzen und bemühte sich anschließend, die Preissteigerung durch ein eigenwilliges Steuersystem im Griff zu behalten. Der Kleinhandel in seinem Herrschaftsgebiet wurde ruiniert, und die Bürger und Bauern wurden schwer geschädigt. Die einstimmige Wahl Rudolfs I. von Habsburg zum römisch-deutschen König 1273 bedeutete faktisch Alfons’ Absetzung als König des Heiligen Römischen Reiches.

### Peter III. von Aragon
Peter III. (Aragón) war von 1276 bis zu seinem Tod 1285 König von Aragon. Er heiratete 1262 die aus der Dynastie der Hohenstaufen stammende Konstanze von Sizilien, Tochter des staufischen Königs Manfred, die damit Königin von Aragon wurde. Somit konnte Peter das staufische Erbe Sizilien beanspruchen und eroberte es während eines Aufstandes bzw. Krieges („Sizilianische Vesper“) von den Anjous zurück. Aragon stieg damit zur Großmacht im Mittelmeer auf.

### Karl V.

Herrschaftsbereich Karls V.
Weinrot: Kastilien
Rot: Besitzungen Aragons
Orange: Burgundische Besitzungen
Gelb: Österreichische Erblande
Blassgelb: Heiliges Römisches Reich

Abgeschlossen wurde die Reconquista von den Katholischen Königen Königin Isabella I. von Kastilien und König Ferdinand II. von Aragón im Jahr 1492. Im selben Jahr entdeckte der in spanischen Diensten stehende Seefahrer Christoph Kolumbus Amerika und lege damit den Grundstein für das spanische Weltreich. Als Erbe Isabellas, die 1504 verstarb, war ihr Sohn Juan vorgesehen. Er heiratete 1496 Margarete von Burgund, die Tochter des späteren römisch-deutschen Kaisers Maximilian I., doch starb er 1497 ohne Erben. Die jüngere Schwester Johanna heiratete 1497 den Habsburger Philipp den Schönen (1478–1506), der gleichfalls ein Sohn Maximilians war, zudem Herzog von Burgund. Nachdem sich jedoch bei ihr in den Augen der Zeitgenossen Anzeichen von „Wahnsinn“ gezeigt hatten, übernahm Ferdinand die Herrschaft. Mit dem Tod Ferdinands fiel dem ältesten Sohn aus der Ehe Johannas, Karl, das spanische Erbe zu.

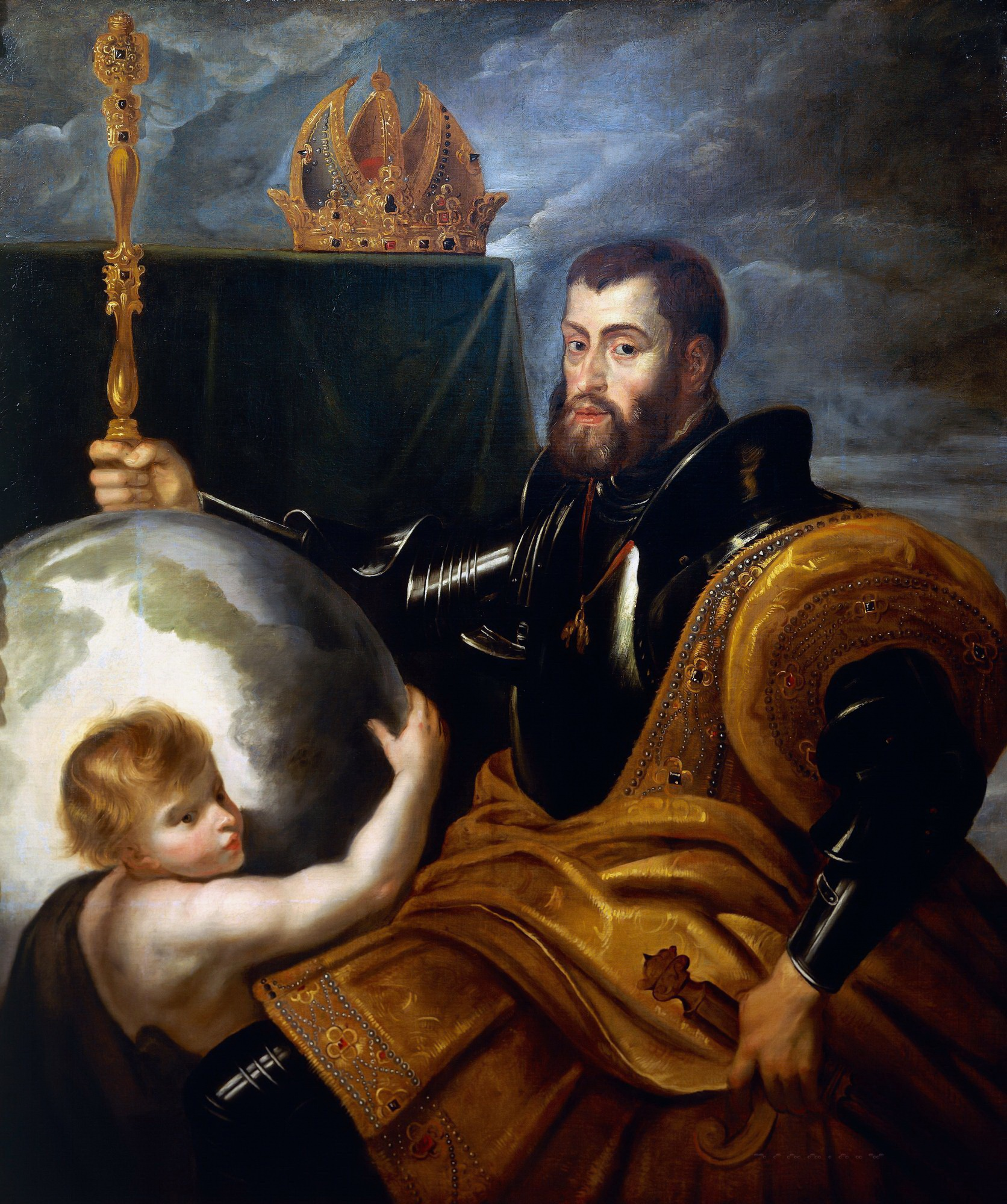
Kaiser Karl V. herrschte über ein globales Imperium, in dem „die Sonne niemals unterging“; Gemälde von Rubens

Um das Erbe zu sichern, schloss Karl 1516 den Vertrag von Noyon zur Verständigung mit Frankreich. 1519 fiel ihm, nachdem sein Großvater Maximilian gestorben war, auch das österreichisch-habsburgische Erbe zu. Er wurde zum römisch-deutschen König gewählt und nahm bei seiner Krönung 1520 den Titel „erwählter Kaiser“ an.
Um Maximilians Nachfolge bewarben sich auch Franz I. von Frankreich und Heinrich VIII. von England, schließlich Friedrich von Sachsen, und auch Karls Bruder Ferdinand war zeitweise als Kandidat im Gespräch. Den Ausschlag gab die finanzielle Unterstützung durch die Fugger. Die Gesamtkosten der Wahl lagen bei 851.918 Gulden, davon brachten die Fugger allein 543.585 auf.
In Spanien brach der Comuneros-Aufstand gegen die Herrschaft des als landfremd empfundenen Karl aus, der zur Finanzierung seiner Kriege die Steuern erhöht hatte. Der Aufstand wurde vor allem vom Bürgertum der Städte Kastiliens, insbesondere von Toledo getragen. Unterstützung fand er bei Teilen der Geistlichkeit und des Adels. Sein Ziel war es, die königliche Macht zu Gunsten der Cortes zu beschränken. Im Königreich Valencia kam er zu einer sozialrevolutionären Bewegung, der Germanía. Die Aufständischen unter Juan de Padilla wurden 1521 bei Villalar besiegt, der Aufstand 1522 endgültig niedergeschlagen. Nach der Sicherung der Macht wurde Spanien zu einer zentralen Machtbasis des Kaisers.

### Kriege mit Frankreich und den Osmanen (1521–1556)
Auf europäischer Ebene waren die Kämpfe zwischen Frankreich und den Habsburgern von großer Bedeutung. Für den Kaiser wurde es gefährlich, als der Papst und Venedig immer stärker zur Seite Frankreichs tendierten. 1525 nahmen Karls Truppen Franz I. in der Schlacht bei Pavia gefangen. Doch Karl schloss sich den Vorschlägen zu einem maßvollen Frieden an. Dies führte 1526 zur Unterzeichnung des Vertrags von Madrid, in dem Frankreich auf seine Ansprüche in Norditalien verzichtete. Karl hoffte, Franz zum gemeinsamen Kampf gegen die Osmanen und gegen die Lutheraner bewegen zu können. Doch nachdem Franz wieder frei war, widerrief er den Vertrag. Ihm gelang es, mit der Heiligen Liga von Cognac aus dem Papst, Venedig, Florenz und schließlich sogar Mailand Verbündete zu gewinnen.

### Teilung des Habsburgerreiches, Philipp II. (1556–1598)

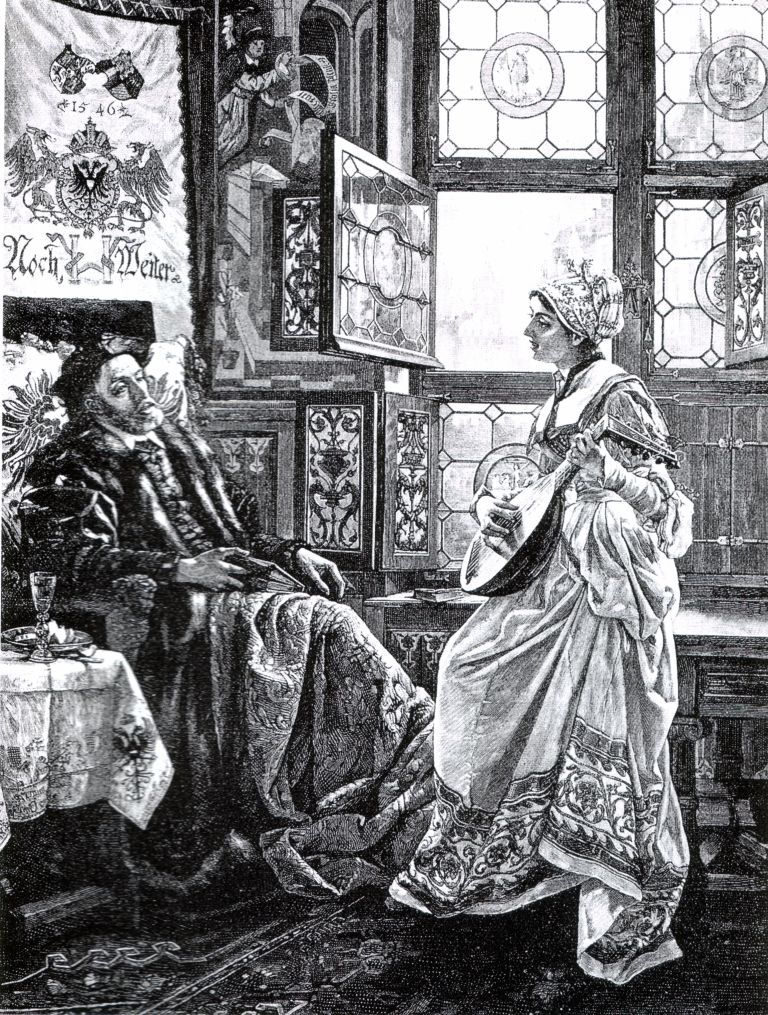
Barbara Blomberg mit Kaiser Karl V. (Holzstich von 1894)

Als Karl V. 1556 die Regierung niederlegte, verlor Spanien die österreichischen Besitzungen des Hauses Habsburg und die Kaiserkrone, behielt jedoch die Niederlande, die Freigrafschaft Burgund, das Herzogtum Mailand, sowie die Königreiche Neapel, Sizilien und Sardinien.
1570 heiratete sein Sohn und Nachfolger Philipp II. Anna von Österreich (1549–1580), die Mutter des Thronfolgers Philipp wurde.
Im 16. Jahrhundert war das Osmanische Reich eine expansive Großmacht. Venedig und Spanien entsandten eine gemeinsame Flotte in das östliche Mittelmeer, die in der Seeschlacht von Lepanto am 7. Oktober 1571 gegen die Türken siegte. Zwar war das Heilige Römische Reich Deutscher Nation kein Teil der Heiligen Liga, allerdings war ihr Oberbefehlshaber Juan de Austria, ein außerehelicher Sohn Kaiser Karls V. und der bürgerlichen Regensburger Gürtlerstochter Barbara Blomberg.

### Spanischer Erbfolgekrieg (1701–1714)
Das Aussterben der spanischen Habsburger löste 1701 den Spanischen Erbfolgekrieg aus. Die Haager Große Allianz um den österreichisch-habsburgischen Kaiser, das Heilige Römische Reich, England bzw. Großbritannien und die Niederlande kämpfte gegen Frankreich und seine Verbündeten Kurköln, Savoyen und das Kurfürstentum Bayern.
Der Krieg nahm mit dem Tod von Joseph I. eine für Habsburg ungünstige Wende, allerdings erschütterte er auch die Kräfte Frankreichs. Das österreichische Haus Habsburg war unter Leopold I. und Joseph I. dennoch zur europäischen Großmacht geworden.
Letztlich gelang es Frankreich, Philipp V. als König von Spanien durchzusetzen. Damit wurde die auch heute wieder amtierende Dynastie der Bourbonen in Spanien begründet. Fast alle an dem Krieg beteiligten Mächte hatten am Ende des Krieges zumindest Teilerfolge erzielt.

### 19. Jahrhundert

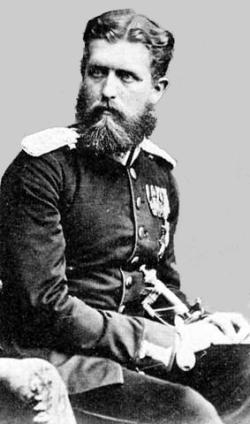
Leopold von Hohenzollern: Spanische Thronfolgestreitigkeiten führen zum Deutsch-Französischen Krieg

1869 proklamierten die spanischen Cortes eine neue Verfassung, die als Regierungsform eine parlamentarische Monarchie vorsah. Ein vielversprechender Königskandidat war Prinz Leopold von Hohenzollern-Sigmaringen, Spross einer katholischen Nebenlinie der Hohenzollern. Er ließ sich im Frühjahr 1870 von Otto von Bismarck überreden, die Kandidatur anzunehmen. Schon bald trat Leopold von seiner Kandidatur wieder zurück, da Frankreich mit Krieg drohte. Der französische Einspruch gegen Leopold bzw. das französische Verlangen „dass S. Maj. Der [preußische] König sich für alle Zukunft verpflichte, niemals wieder seine Zustimmung zu geben, wenn die Hohenzollern auf ihre Kandidatur wieder zurückkommen sollten“ – wie es die von Otto von Bismarck redigierte und damit bewusst zugespitzte Emser Depesche darstellt, führte zum Deutsch-Französischen Krieg. Der Sieg Preußens und seiner Verbündeten resultierte 1871 in der Deutschen Einigung. Während Reichskanzler Bismarck das Deutsche Reich als „saturiert“ bezeichnete, um den neuen Machtfaktor in Europas Mitte in das Konzert der Mächte einfügen zu können, forderte Kaiser Wilhelm II. (Kaiser ab 1888) später „einen Platz an der Sonne“ für die Deutschen. Im Zuge seiner Weltmachtpolitik kam Deutschland in der Karolinenfrage auch mit Spanien in Konflikt, obwohl dieses damals sowieso bereits den Großteil seiner Kolonien verloren hatte.
Der Deutsch-Spanische Vertrag von 1899, erzwang, dass Spanien die Karolinen, die nördlichen Marianen und Palau an Deutschland abtreten musste. Die Südsee-Gebiete im Pazifik bildeten danach einen Teil Deutsch-Neuguinea.

### 20. Jahrhundert
Im Ersten Weltkrieg (1914–1918) blieb Spanien neutral, während Deutschland und die anderen Mittelmächte den Krieg gegen die Triple Entente verloren. Dies führte zur Abdankung aller deutschen Monarchen.
Eine Nebenfolge der deutschen Niederlage war es, dass Deutschland als Rivale Spaniens im Ringen um Kolonialbesitz in Marokko ausfiel. Die Brüder Mannesmann hatten im marokkanischen Rif-Gebiet über Besitz verfügt, der etwa einem Achtel des Territoriums an Wert entsprach.
Im Rifkrieg (1921–1926) versuchten die Spanier, ihre Herrschaft auf das gesamte ihnen zugesprochene Kolonialgebiet in Nordmarokko auszudehnen. Dabei wurde auf Initiative des Königs, der die Rif-Kabylen ausrotten wollte, im Zuge des Chemiewaffeneinsatzes im Rifkrieg ab Oktober 1921 Giftgas aus dem deutschen Munster-Breloh eingesetzt. Es dauerte noch bis Juli 1927, bis sie das gesamte Gebiet unterworfen hatten.
Die Zwischenkriegszeit war für die meisten Staaten Europas mit großer Unsicherheit und Instabilität verbunden. Demokratische Ideen wurden von rechts von faschistischen und von links von kommunistischen Ideologien bedroht. Während im vom Versailler Vertrag schwer getroffenen Deutschland die Weimarer Republik um ihre Konsolidierung kämpfte, kam es in Spanien zur Diktatur unter General Miguel Primo de Rivera (1923–1930) und 1931 zur Ausrufung der Zweiten Spanischen Republik.
Die Spannungen zwischen der republikanischen Regierung und den in Katalonien verwurzelten Anarchisten und der nationalistischen Opposition gipfelten schließlich im Bürgerkrieg der Jahre 1936 bis 1939, in den sich auch Deutschland, Italien und die Sowjetunion militärisch einschalteten.

#### Die Rolle Nazi-Deutschlands im Spanischen Bürgerkrieg

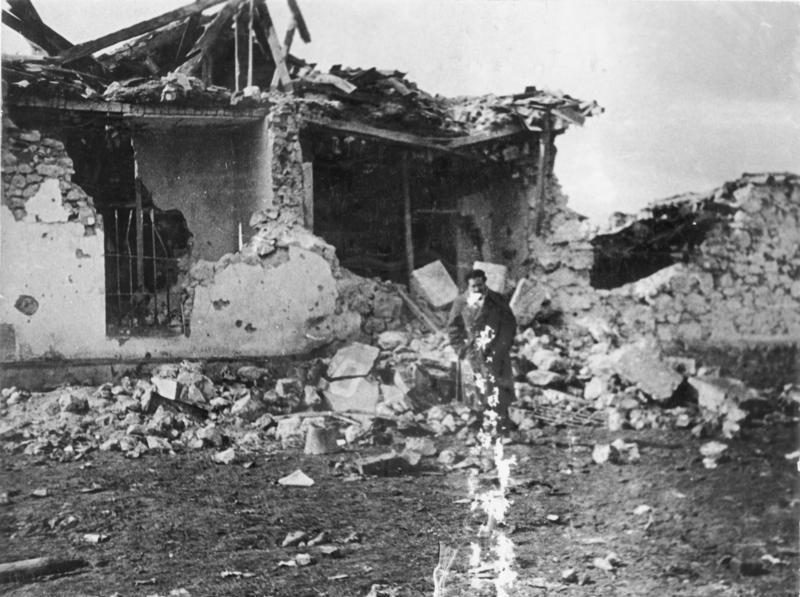
Ein während der Schlacht von Guadalajara 1937 zerstörtes Wegwärterhäuschen

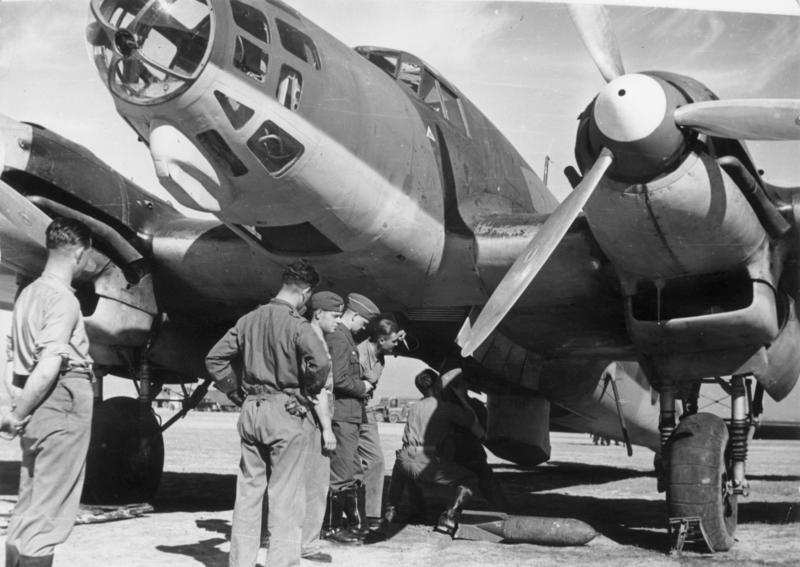
Ein Bomber der Legion Condor auf einem spanischen Flugplatz im Jahr 1939

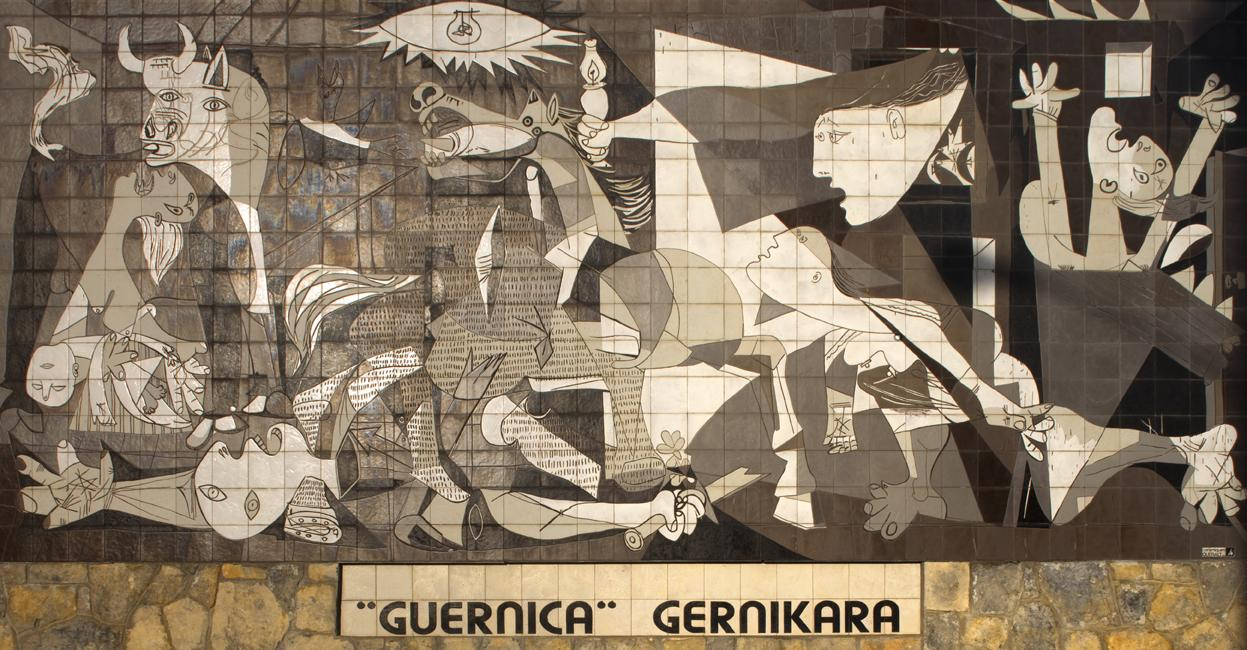
Nachbildung Pablo Picassos Gemälde „Guernica“ auf Fliesen als Wandbild in Originalgröße in der Stadt Gernika

Einige europäische Mächte bildeten unter der Ägide des Völkerbundes das Komitee für Nichteinmischung in die Angelegenheiten Spaniens, doch nur Frankreich und Großbritannien praktizierten eine Nichteinmischungspolitik. Die faschistischen Mächte Italien und Deutschland unterstützten hingegen die Putschisten; die Sowjetunion belieferte die Republik mit Waffen und Beratern.
Nach einem Hilfegesuch des Putschisten-Führers Francisco Franco unterstützte Hitler dessen Falange. Für das NS-Regime war der Bürgerkrieg ein Schlachtfeld im Konflikt mit dem „Bolschewismus“. Dies geschah vor dem Hintergrund, dass Frankreich seit Juli 1936 ebenfalls eine Volksfront-Regierung besaß.
Unmittelbar nach dem Putsch Francos begaben sich sämtliche Angestellte von deutschen Konzernen entweder in von Franco kontrollierte Gebiete oder verließen Spanien. Es kämpften vermutlich 15.000 Deutsche auf Seiten Francos, etwa 300 kamen ums Leben. Die finanziellen Hilfen Berlins betrugen 1939 etwa 43.000.000 £, davon entfielen 62,6 % auf die Legion Condor.
Weil die Putschisten nicht genug Währungsreserven hatten, wurde mit Berlin vereinbart, Kriegsgerät etwa gegen Bergbau-Konzessionen zu verrechnen. Später überschrieb Franco dem Deutschen Reich sechs Bergwerke gegen 480 Millionen Reichsmark. IG-Farben und Siemens unterstützten die Legion Vidal, eine Sanitätstruppe der Putschisten. Laut einem US-Regierungsbericht konnten insgesamt 104 Personen identifiziert werden, die als Spitzel für deutsche Firmen tätig waren.
Am 27. Juli 1936 wurde der „Sonderstab W“ unter Hermann Göring gebildet, der von Helmut Wilberg und Erhard Milch geleitet wurde. Mit dem Unternehmen Feuerzauber wurden Truppen von Spanisch-Marokko auf das Festland geflogen. Die Verlegung von 14.000 Fremdenlegionären und 500 Tonnen Material erfolgte vom 28. Juli bis Oktober 1936. Zudem sicherten die Panzerschiffe Deutschland und Admiral Scheer als Begleitschutz Schiffe, die über die Straße von Gibraltar Truppen transportierten.
Bis zum 26. November trafen 12.000 Angehörige der Legion Condor, zu der 19.000 Mann gehörten, in Cádiz ein. Sie verfügte bald über etwa 100 Flugzeuge und griff in alle wichtigen Schlachten ab 1937 ein: um Bilbao (Juni 1937), Brunete (Juli 1937), Teruel, Ebro-Bogen. Berüchtigt wurde der Luftangriff auf Gernika am 26. April 1937, bei dem die religiöse Hauptstadt des Baskenlandes zerstört wurde. Die Legion war auch am Massaker von Málaga (Februar 1937) beteiligt, bei dem etwa 10.000 Menschen ums Leben kamen.
1937 errichteten die Putschisten in Miranda de Ebro ein Konzentrationslager nach deutschem Vorbild, das von dem SS- und Gestapo-Mitglied Paul Winzer geführt wurde. Die Zusammenarbeit beinhaltete auch die gegenseitige Auslieferung von „politischen Verbrechern“.
Darüber hinaus kämpften auf Francos Seite etwa 700 irische Freiwillige in der Irischen Brigade. Am 12. Dezember 1936 verschiffte im Auftrag des deutschen Reiches Joseph Veltjens 600 Mann von Galway in die nordwest-spanische Hafenstadt El Ferrol.

### Deutsche auf republikanischer Seite
Internationale Milizionäre, darunter auch Deutsche, kämpften gegen Francos Truppen. Aus Deutschland kamen hierbei die Edgar-André-Gruppe bzw. das Edgar-André-Bataillon oder Hans-Bataillon, die Hoffmann-Gruppe, die Thälmann-Gruppe (Gruppe um Arthur Pfeiffer) sowie die Centuria Thälmann, formiert von Hans Beimler, Einheit im Maxim-Gorki-Bataillon, PSUC-Division Carlos Marx (später: Thälmann-Bataillon, siehe Thälmann-Gruppe und Thälmann-Kolonne), zum Einsatz.
In den internationalen POUM-Milizeinheiten kämpften außerdem Mitglieder trotzkistischer, linkssozialistischer und oppositioneller kommunistischer Gruppen wie der deutschen SAP und KPO. In den POUM-Milizeinheiten kämpften bekannte Persönlichkeiten wie George Orwell und der spätere sozialdemokratische Bundestagsabgeordnete Peter Blachstein. Beim Massaker von Málaga an der fliehenden Bevölkerung der Stadt wurden im Februar 1937 etwa 10.000 Menschen ermordet. In den Konzentrationslagern wurden an den Gefangenen – mit nationalsozialistischer Unterstützung – auch medizinische Versuche durchgeführt.
Im Februar 1939 gab es fast 500.000 Bürgerkriegsflüchtlinge. Sie wurden anfangs zumeist in Südfrankreich interniert. Mehr als die Hälfte kehrte in den nächsten Monaten nach Spanien zurück. In Frankreich blieben ungefähr 150.000, viele von ihnen wurden als Kriegsgefangene in verschiedene Stammlager verbracht und seit dem 6. August 1940 in das KZ Mauthausen. Dort lebten über 7.000 spanische Häftlinge, von denen 5.000 starben. Einige Spanier wurden von der Gestapo an Franco ausgeliefert, andere, wie der ehemalige Regierungschef Francisco Largo Caballero, wurden in verschiedene deutsche Konzentrationslager verschleppt. Als die letzten republikanischen Kräfte aufgegeben hatten, verkündete Franco am 1. April 1939 den Sieg, die franquistische Diktatur hatte sich in ganz Spanien durchgesetzt.

### Nicht kriegführend im Zweiten Weltkrieg

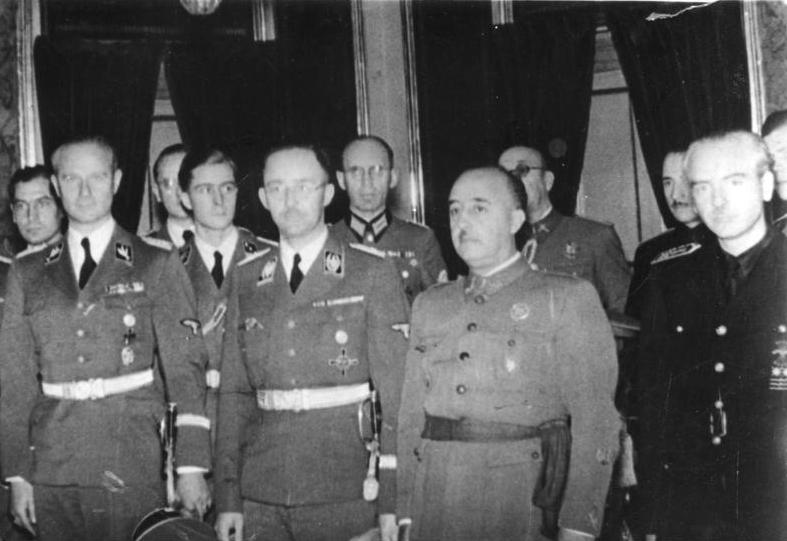
Reichsführer SS Heinrich Himmler mit Karl Wolff bei einem Treffen mit Franco in Spanien, 25. Oktober 1940

Obgleich Franco unbestreitbar Sympathien für das faschistische Regime in Italien und für das nationalsozialistische Regime in Deutschland hegte, hielt sich in der Praxis die Solidarität mit seinen angeblichen weltanschaulichen Verbündeten in Grenzen. Mit den genannten Regimes verband ihn eher eine Geschäftsbeziehung als eine ideologische Schicksalsgemeinschaft. Spanien trat im März 1939 dem Antikominternpakt bei. Franco erklärte im Juli 1940, dass sein Land nicht neutral, sondern lediglich nicht Krieg führend sei, und stellte gegenüber Hitler in einem vom Februar 1941 datierten Brief fest, dass wir drei Männer, der Duce, Sie und ich, durch den härtesten Zwang der Geschichte aneinander gebunden sind. Kennzeichnender für Francos Einstellung zu den Achsenmächten ist allerdings auch sein Verhalten während der Konferenz von Hendaye im Jahr 1940 (somit auf dem Gipfelpunkt der NS-deutschen Macht in Europa) anlässlich seines einzigen Zusammentreffens mit Hitler, als Franco für den Kriegseintritt Spaniens nicht nur französisches Kolonialgebiet forderte, sondern sich darüber hinaus weigerte, deutsche Truppen in sein Land zu lassen. Franco soll sich seinen eigenen Angaben zufolge Hitler gegenüber sogar dahin geäußert haben, dass Spanien gegen jeden Eindringling bis zum letzten Mann kämpfen werde, von wo immer er komme. Außerdem verlangte Franco die Lieferung von Rohstoffen wie Baumwolle und Kautschuk, die Deutschland kaum liefern konnte. Franco verschloss sich schließlich trotz seiner vordergründigen Zustimmung in diesem Punkt der Anregung Hitlers, das seit langem von England geforderte Gibraltar zu besetzen – denn dies hätte Francos Eintritt in den Zweiten Weltkrieg bedeutet. Sein Entgegenkommen bestand schließlich darin, dass er die División Azul an die Ostfront schickte, 47.000 falangistische Freiwillige unter General Agustín Muñoz Grandes, die er aber 1943 nach der Schlacht von Stalingrad dort wieder abziehen ließ. Außerdem stellte Franco Deutschland geheimdienstliches Nachrichtenmaterial sowie spanische Häfen (z. B. Cádiz, Vigo, Las Palmas etc.) zur Versorgung und Reparatur deutscher U-Boote zur Verfügung.
Adolf Hitler zeigte sich mit Francos Politik unzufrieden und stellte im Juli 1942 im kleinen Kreis Überlegungen an, „eine für die Bereinigung der spanischen politischen Verhältnisse geeignete Persönlichkeit“ zu finden. Dabei dachte er besonders an General Muñoz Grandes und erklärte, die Blaue Division werde möglicherweise „bei der Erledigung des derzeitigen Pfaffensystems die entscheidende Rolle spielen.“
Im Dezember 1943 stellte Franco gegenüber dem deutschen Botschafter seine Position mit den Worten heraus, dass „… die Einstellung der spanischen Regierung gegenüber Bolschewismus und Kommunismus sich nicht ändern werde, und dass dieser Kampf im In- und Ausland fortgeführt werden würde, ebenso wie gegen das Judentum und die Freimaurerei“. 1938 war die Synagoge von Madrid geschlossen worden, die während des Krieges in mehreren Städten gegründeten jüdischen Gemeinden wurden wieder aufgelöst. Erst nach 1945 wurden sie wieder zugelassen.
Andererseits fand die vom Nationalsozialismus vertretene Rassenlehre in Spanien kaum Widerhall. Rund 20 bis 35.000 europäische Juden konnten sich über Spanien vor der Verfolgung retten. Franco soll sich für einen Teil der sephardischen Gemeinden in Griechenland eingesetzt haben. Von diesen Sepharden hatten einige in den 1920er-Jahren als Nachfahren 1492 vertriebener Juden die spanische Staatsbürgerschaft annehmen können. Francos Engagement bezog sich nur auf diese Sepharden, die mit 4.500 von 175.000 Sepharden verhältnismäßig gering an Zahl waren. Franco war spätestens seit 1944 detailliert über die Judenvernichtung im KZ Auschwitz informiert und es zeigt sich, dass er das „Ausmaß der Vernichtung genauestens kannte“.
Der amerikanische Historiker Stanley G. Payne sieht bereits Absetzungsbewegungen Spaniens von Deutschland und Italien, noch bevor sich in Russland das Blatt wendete, da bereits zu dieser Zeit ein Artikel eines falangistischen Führers, in dem Spanien von den totalitären Regimes unterschieden wurde, in Druck gehen durfte. „1943 wurde dieser Gedanke Allgemeingut, so dass Spanien, als der Zweite Weltkrieg zu Ende ging, auf dem Weg des Übergangs von einem teilweise mobilisierten, halbfaschistischen Staat zu einem katholischen, korporativen und zunehmend demobilisierten autoritärem Regime schon weit fortgeschritten war.“ Als sich um das Jahr 1943 ihre Niederlage abzeichnete, ging Franco auf Distanz zu den Achsenmächten. Er erklärte Spanien in diesem Jahr für neutral und stellte im Austausch gegen alliierte Öllieferungen die materielle und ideelle Unterstützung Deutschlands weitgehend ein. Zudem entließ er die mit der Achse sympathisierenden Mitglieder seiner Regierung, darunter seinen Schwager Ramón Serrano Súñer. Durch dieses Umschwenken konnte Franco die Alliierten etwas beschwichtigen. Hinzu kam bereits während des Zweiten Weltkriegs die Abschaffung äußerer Symbole wie des Faschistengrußes. Für Franco waren Hitler und Mussolini nur so lange interessant, als sie mächtig waren und er etwas von ihnen zu erwarten hatte. Ein anderer Aspekt ist allerdings, dass das vom wenige Jahre zurückliegenden Bürgerkrieg noch immer stark geschwächte Spanien sich die Teilnahme an einem weiteren Waffengang nicht leisten konnte.
Nach Kriegsende war Spanien Station auf einer der sogenannten Rattenlinien, der Fluchtrouten der Würdenträger sowohl des NS-Regimes selbst als auch seiner weltanschaulich Verbündeten – häufig zum Zwecke einer Weiterreise nach Südamerika. Auch in Spanien selbst fanden einige von ihnen Zuflucht, so etwa Léon Degrelle, Offizier der Waffen-SS und Anführer der belgischen Rexisten oder Otto Skorzeny, Offizier der Waffen-SS und Leiter militärischer Kommandounternehmungen.

### Nachkriegszeit
Nach dem Zweiten Weltkrieg fiel das besetzte und geteilte Deutschland vorerst als Spieler auf der internationalen Bühne aus. Nach dem Sieg der westlichen Demokratien war auch die spanische Diktatur naturgemäß isoliert, was sich allerdings durch den heraufziehenden Kalten Krieg für Franco entschärfen sollte.
So erfolgte 1955 die Aufnahme Spaniens in die Vereinten Nationen. Im Jahr 1973 folgten nach dem Grundlagenvertrag die Deutsche Demokratische Republik als 133. und die Bundesrepublik Deutschland als 134. Mitglied. Vom Beginn der 1960er Jahre an bemühte sich Franco um ein Assoziierungsabkommen mit der EG. Einen entsprechenden Antrag reichte er am 9. Februar 1962 ein. Erst 1966 begannen die Verhandlungen, die sich vor allem wegen politischer Vorbehalte der damals noch sechs Staaten (darunter die BRD) bis zum Abschluss eines ersten Abkommens im Jahr 1970 hinauszögerten.

### Nach Ende der spanischen Diktatur

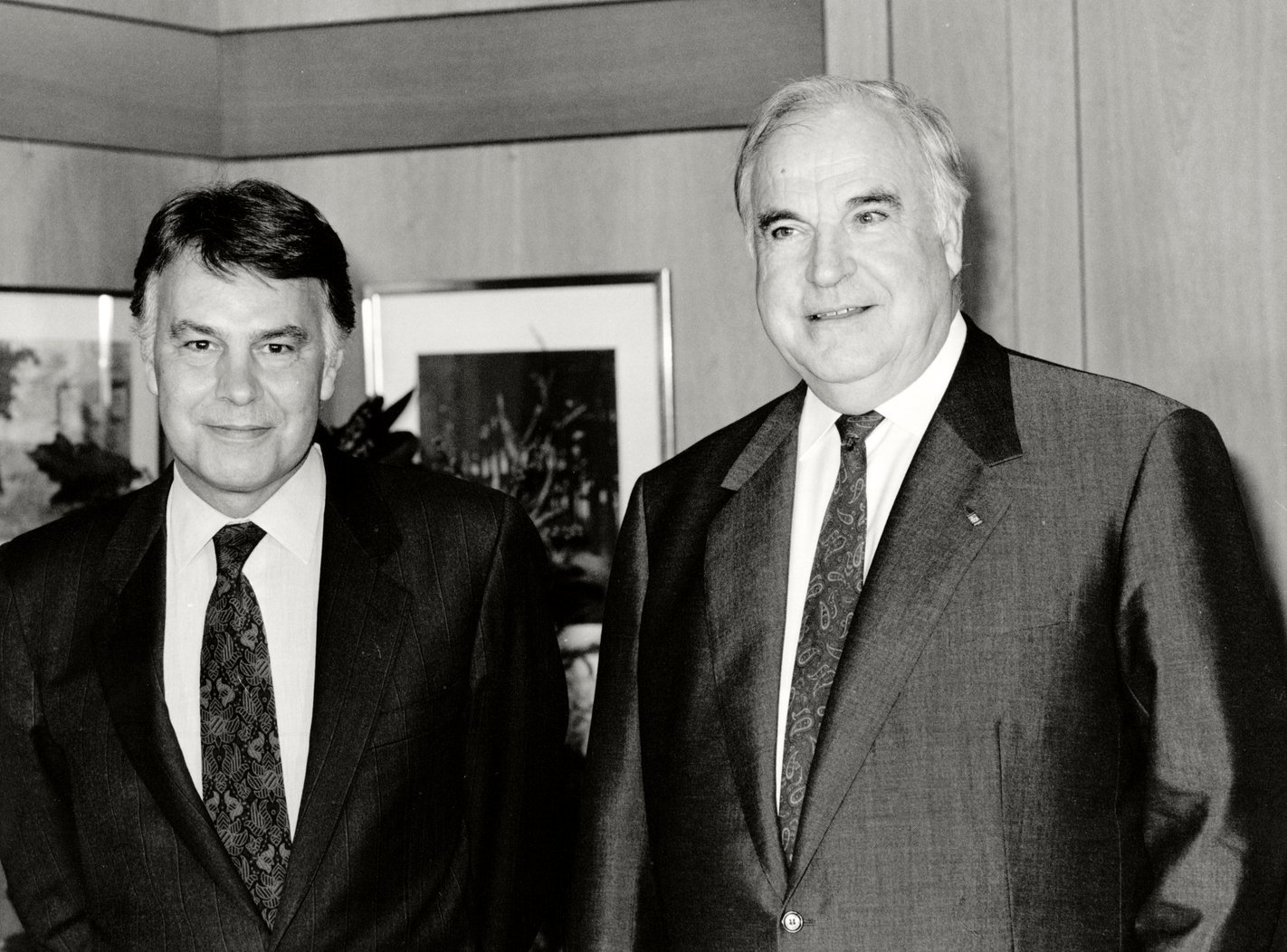
Felipe González und Helmut Kohl (1993)

Vollständig konnte die spanische Isolation erst nach Francos Tod 1975 und der folgenden Demokratisierung unter König Juan Carlos I. aufgebrochen werden.
Spanien trat 1982 der NATO bei; dem Atlantikpakt gehörte die Bundesrepublik Deutschland bereits seit 1955 an. 1986 wurde Spanien Mitglied der Europäischen Gemeinschaft und 1988 der Westeuropäischen Union. Spanien entschied sich ebenfalls, gemeinsam mit Deutschland und anderen europäischen Partnern den Euro als Währung zu übernehmen (1999 als Buchgeld, Bargeldeinführung 2002), sodass zwischen beiden Staaten kein Währungsumtausch mehr nötig ist.
Im Irakkrieg 2003 schloss sich Spanien trotz des Widerstands der Bevölkerung der „Koalition der Willigen“ unter Führung der USA an. Deutschland verweigerte zusammen mit Russland und Frankreich die Teilnahme am Krieg zum Sturz Saddam Husseins. Außenpolitisch näherte sich Spanien danach jedoch wieder an Deutschland und Frankreich an. Ministerpräsident Zapatero zog die Truppen bis Juli 2004 aus dem Irak ab, doch stockte er wenig später mit Rücksicht auf die durch diesen Rückzug geschädigten Beziehungen zu den USA das Militärkontingent in Afghanistan auf, wo bis November 2013 34 Spanier starben. An der Sicherheits- und Wiederaufbaumission unter NATO-Führung International Security Assistance Force (ISAF) nahmen Deutschland und Spanien gemeinsam teil.

### Aktueller Stand
Die Beziehungen zwischen der deutschen Bundesregierung und der Regierung Spaniens sind unbelastet. Ende März 2018 wurde in Deutschland der katalanische Politiker Carles Puigdemont verhaftet, der von Spanien international zur Fahndung ausgeschrieben wurde.
Die deutschen Behörden diskutierten seine Auslieferung an Spanien wegen Anklagen wie Rebellion und Veruntreuung öffentlicher Mittel. Im Juli 2018 entschied das Oberlandesgericht Schleswig, dass Puigdemont wegen Veruntreuung, aber nicht wegen Rebellion ausgeliefert werden könnte. Letztendlich ließ das spanische Gericht die Anklage wegen Rebellion fallen und Puigdemont durfte nach Belgien zurückkehren.
Seit 2019 haben sich die deutsch-spanischen Beziehungen durch verstärkte Zusammenarbeit in der EU, besonders im Klimaschutz und der Energiepolitik, gefestigt. Beide Länder fördern den Ausbau erneuerbarer Energien und teilen strategische Partnerschaften in wirtschaftlichen und kulturellen Bereichen.

## Wirtschaft

### Vergangenheit
Der Förderung der bilateralen Wirtschaftsbeziehungen dient die Deutsche Handelskammer für Spanien. Bereits 1917 gründen vierzig deutsche Unternehmen in Barcelona die „Deutsche Wirtschaftliche Vereinigung in Barcelona“, um die „Interessen der deutschen Kaufmannschaft zu wahren“. 1923 wurde der Name von „Deutsche Wirtschaftliche Vereinigung in Barcelona“ in „Deutsche Handelskammer für Spanien“ umgetauft.
Seit den späten 1950er Jahren herrschte in Westdeutschland als Folge des Wirtschaftswunders Vollbeschäftigung, die Arbeitslosenquote lag unter zwei Prozent. Im Jahr 1960 wurde ein Anwerbeabkommen zwischen der Bundesrepublik Deutschland und Spanien abgeschlossen. Die Anwerbeabkommen mit der Bundesrepublik Deutschland wurden auf Initiative der Entsendeländer zum Ausgleich von deren Leistungsbilanzdefizit gegenüber der Bundesrepublik Deutschland geschlossen.
Zwischen den Jahren 1960 und 1973 wanderten im Zuge dieses Abkommens weit über 600.000 Spanier nach Deutschland ein.

### Gegenwart

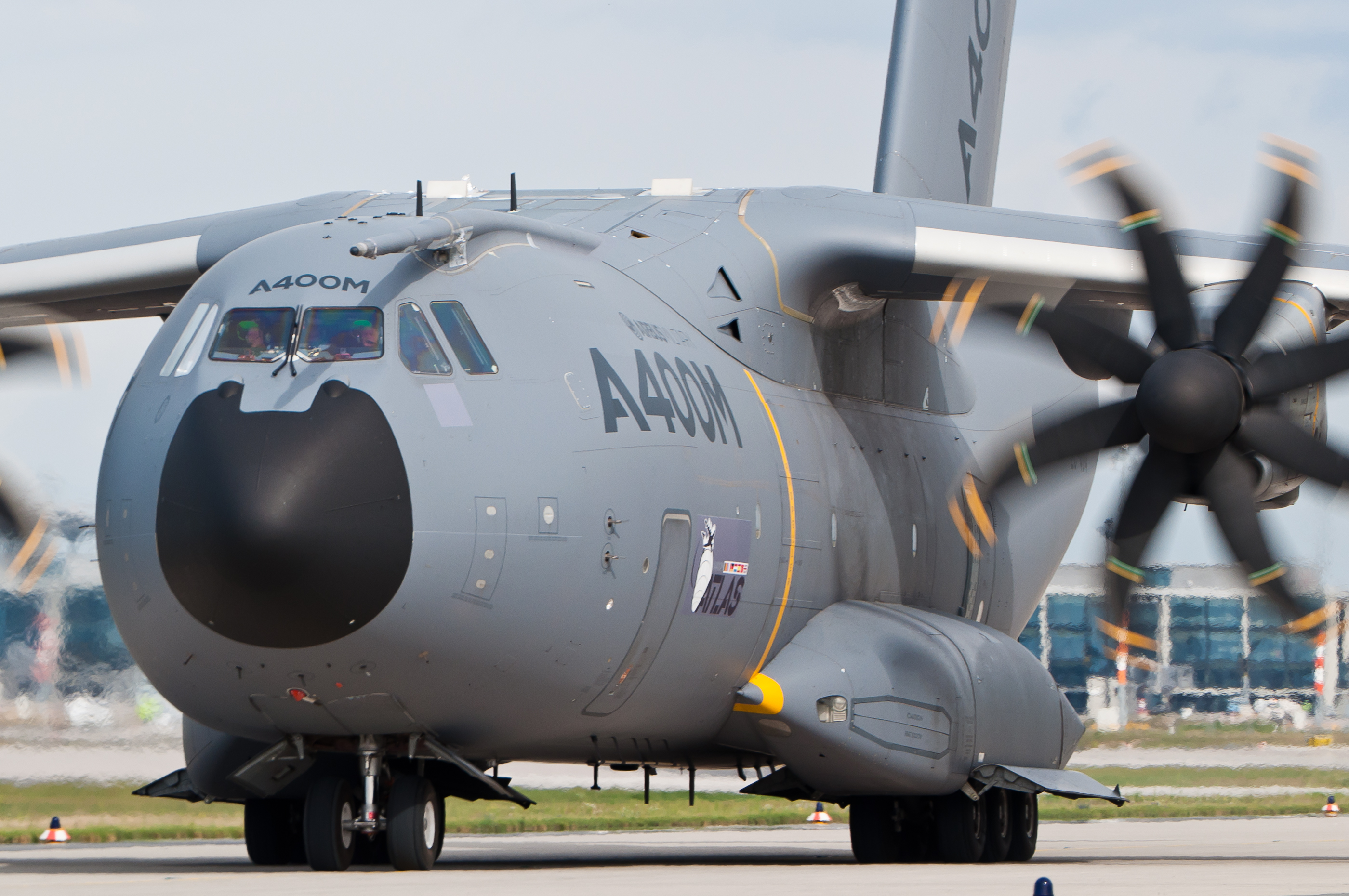
Die Endmontage des Airbus A400M – einem europäischen Gemeinschaftsunternehmens unter Beteiligung Deutschlands – findet in Sevilla, Spanien statt.

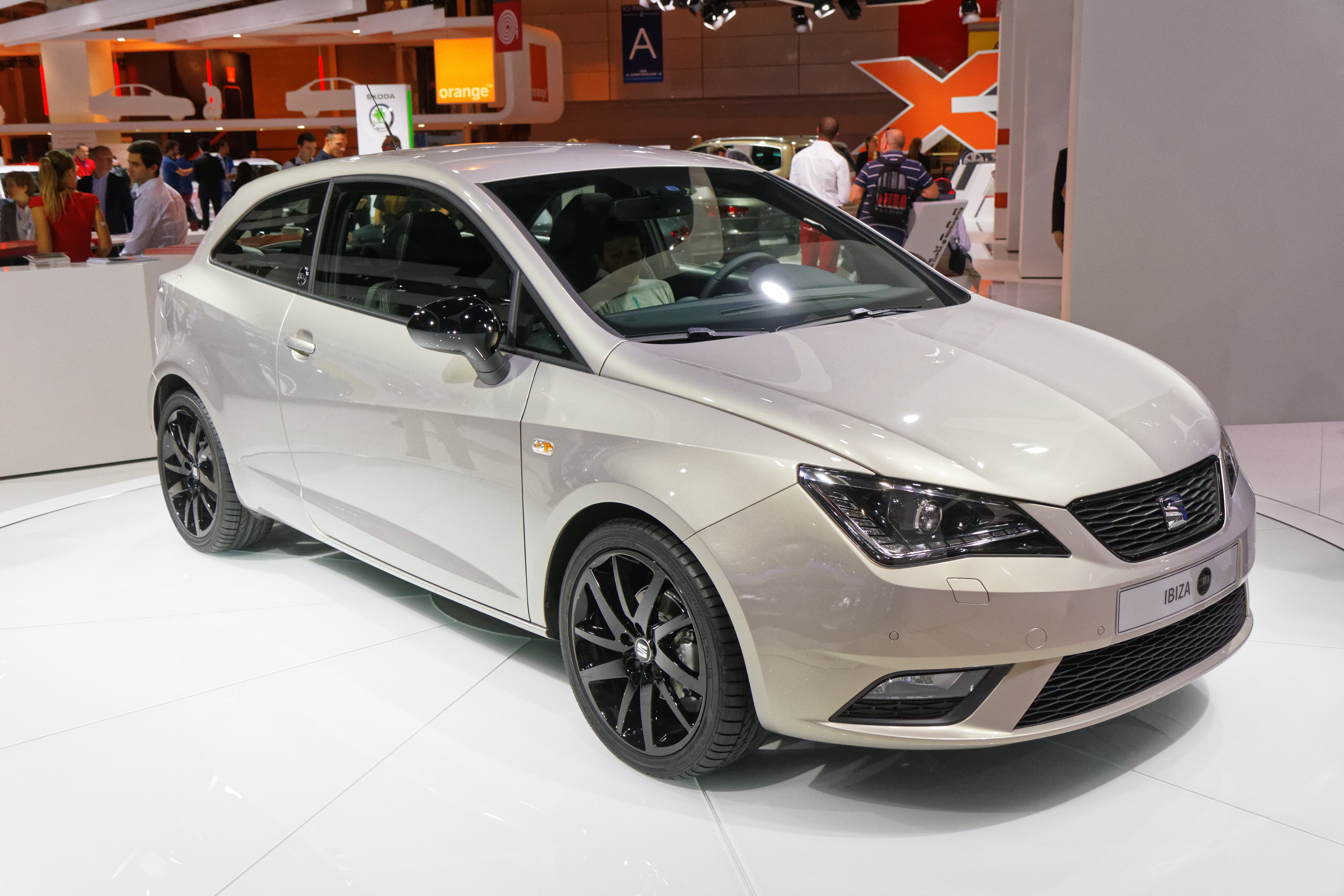
Ein Modell des Seat Ibiza. Seat ist ein wichtiger industrieller Arbeitgeber in Spanien. Er gehört heute zum deutschen Volkswagen-Konzern.

Heute spielen sich die deutsch-spanischen Wirtschaftsbeziehungen im Rahmen des Europäischen Binnenmarktes der Europäischen Union ab.
Deutschland ist einer der wichtigsten Handelspartner Spaniens. Im Jahr 2014 nahm die BRD 10,9 % der spanischen Ausfuhren ab und lag damit an zweiter Stelle hinter Frankreich. Bei den Einfuhren nach Spanien lag Deutschland noch vor Frankreich sogar an erster Stelle (13,4 %).

### Auswirkungen der Finanzkrise ab 2007
Von der Finanzkrise ab 2007 wurde Spanien besonders hart getroffen. Im Zuge dessen wurden Anstrengungen übernommen, spanische Arbeitnehmer in Deutschland in Branchen mit Arbeitskräftemangel zu beschäftigen. Hierzu dient unter anderem das Programm MobiPro-EU.
Im Jahr 2012 zogen 37.683 Spanier nach Deutschland, damit standen die Spanier der Anzahl der Einwanderer nach an sechster Stelle nach Polen, Rumänen, Bulgaren, Ungarn und Italienern. Unter anderem aufgrund der Eurokrise erhöhte sich die Zahl der nach Deutschland eingewanderten Spanier im Vergleich zum Vorjahr um etwa 9.000, was einem Plus von 45 % entspricht.
Eine besonders betroffene Branche stellt das spanische Gesundheitswesen dar. Der Gesundheitssektor unterliegt durch die Austeritätspolitik der spanischen Regierung in besonderer Weise den Sparmaßnahmen: Im Jahr 2013 waren durchschnittlich 14.499 Pflegekräfte als erwerbslos gemeldet. Die Zahlen von Pflegekräften, die beispielsweise nach Deutschland ausgewandert sind, schwanken im Jahr 2013 zwischen 450 und 3.500.

### Erneuerbare Energien
Seit den 1990er Jahren erlebt die Stromerzeugung aus erneuerbaren Energiequellen einen Aufschwung in Spanien. Im Jahr 2010 stammten 35,4 % des erzeugten Stromes aus erneuerbaren Energien. Mit einer installierten Windenergiekapazität von 23.074 MW lag Spanien 2016 hinter China, den USA, Deutschland und Indien an vierter Stelle weltweit.

## Kultur und Bildung
In Spanien existieren deutsche Auslandsschulen in Barcelona, Bilbao, Madrid, in der Provinz Málaga, auf Mallorca, in San Sebastián, auf Teneriffa und in Valencia. Eine Europäische Schule mit deutscher Sektion ist die Europäische Schule Alicante. 
Das Instituto Cervantes wurde 1991 vom spanischen Staat mit dem Ziel gegründet, die spanische Sprache zu fördern und zu verbreiten sowie die Kultur Spaniens und aller spanischsprachigen Länder im Ausland bekannt zu machen. In Deutschland gibt es sechs Cervantes-Institute: in Berlin, Bremen, Frankfurt am Main, Hamburg und München.
Im Gegenzug existieren zwei Niederlassungen des deutschen Goethe-Instituts in Barcelona und Madrid.
Seit dem 5. Februar 2009 zeigt das neue Dalí-Museum am Leipziger Platz in Berlin über 400 Werke des spanischen Künstlers. Die Exponate – Grafiken, Zeichnungen, Künstlerbücher sowie Arbeitsskizzen und andere Dokumente – sind allesamt Originale, die von privaten Sammlern zur Verfügung gestellt wurden.

### Deutsche Cervantes-Rezeption
Der spanische Nationalschriftsteller Miguel de Cervantes (1547–1616) wurde in Deutschland stark rezipiert. Die erste deutsche Übersetzung seines Hauptwerkes Don Quijote (im Original erschienen 1605/1615) wurde bereits 1621 (Don Kichote de la Mantzscha) von Pahsch Basteln von der Sohle (Pseudonym von Joachim Caesar) angefertigt. Sie erschien jedoch erst 1648 und umfasste nur die ersten 23 Kapitel. Die 1799–1801 herausgegebene Übersetzung von Ludwig Tieck ist wohl bis heute die bekannteste deutsche Übersetzung. Die 50 Jahre später von Ludwig Braunfels gefertigte galt lange als die sprachtreueste und kenntnisreichste. 2008 erschien das Werk in einer von Susanne Lange neu übersetzten, zweibändigen deutschen Fassung, welche von der Literaturkritik hoch gelobt wurde und deren sprachliche Dimension im Deutschen mit derjenigen des Originals verglichen wurde.
Christoph Martin Wieland adaptierte in seinem 1764 erschienenen Roman Der Sieg der Natur über die Schwärmerei oder die Abenteuer des Don Silvio von Rosalva die Don-Quijote-Geschichte. Hierbei wird die Quijotische Situation auf einen obsessiven Feenmärchenleser übertragen.
Friedrich Schlegel bezieht sich in der eher kurzen Vorrede zu seinem Roman Lucinde auf die Vorrede zu Cervantes’ Don Quixote. Nicht nur, dass hier der Autor (neben Boccaz und Petrarca) als Vorbild für Vorreden benannt wird („Und selbst der hohe Cervantes, auch als Greis und in der Agonie noch freundlich und voll von zartem Witz, bekleidet das bunte Schauspiel der lebensvollen Werke mit dem kostbaren Teppich einer Vorrede, die selbst schon ein schönes romantisches Gemälde ist“), sondern Schlegel reflektiert wie dieser selbstreflexiv in seiner Vorrede über das Schreiben von Vorreden. Auch greift Schlegel das Motiv auf, dass das Buch der Sohn des Geistes des Autors ist, verwendet es jedoch, um das Thema seines eigenen Romans vorzustellen: die erotische Liebe und das Dichten darüber.

„Aber was soll mein Geist seinem Sohne geben, der gleich ihm so arm an Poesie ist als reich an Liebe? […] Nicht der königliche Adler allein […][,] auch der Schwan ist stolz […]. Er sinnt nur darauf, sich an den Schoß der Leda zu schmiegen, ohne ihn zu verletzen; und alles was sterblich ist an ihm, in Gesänge auszuhauchen.“

#### Musik und Musiktheater
- Johann Philipp Förtsch: Der irrende Ritter Don Quixotte de la Mancia (UA 1690 in Hamburg)
- Georg Philipp Telemann: Burlesque de Don Quixote, Ouvertürensuite G-Dur für Streicher und basso Continuo
- Georg Philipp Telemann: Don Quichotte auf der Hochzeit des Comacho oder auch Don Quichotte der Löwenritter (1761)
- Felix Mendelssohn Bartholdy: Die Hochzeit des Camacho, Oper (1825, UA 1827 in Berlin)
- Richard Strauss: Don Quixote, Tondichtung für großes Orchester, op. 35 (1897), als Ballett von John Neumeier (UA Hamburg 1979)
- Leo Spies: Don Quixote, Ballett v. Tatjana Gsovsky (1944, UA 1949 in Berlin)
- Hans Zender: Don Quijote de la Mancha, Musiktheater (UA 1993 in Stuttgart, Regie: Axel Manthey)
- Helmut Oehring: Quixote oder Die Porzellanlanze, Musiktheater (2008)

## Tourismus

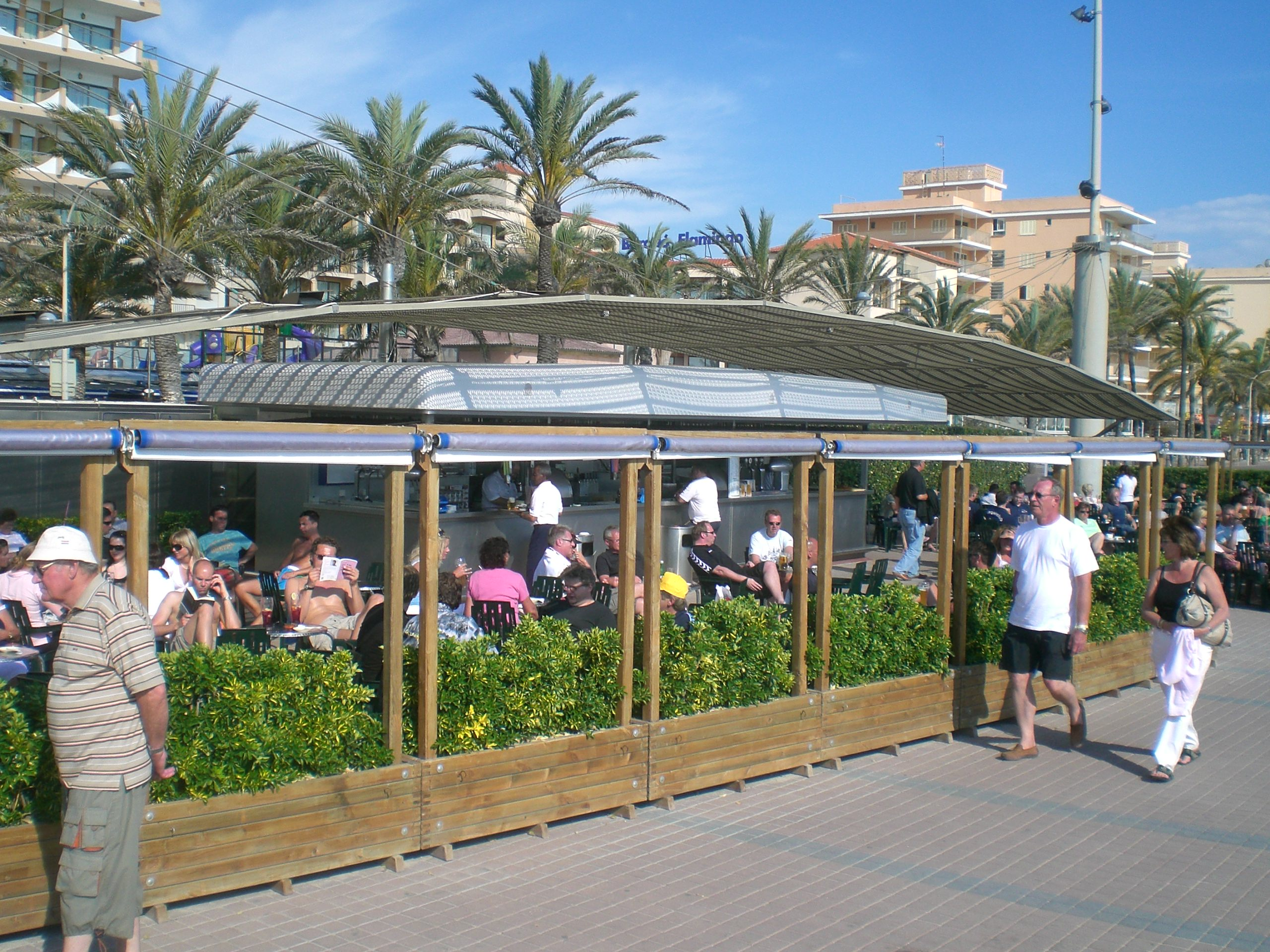
Ballermann 6, Mai 2007

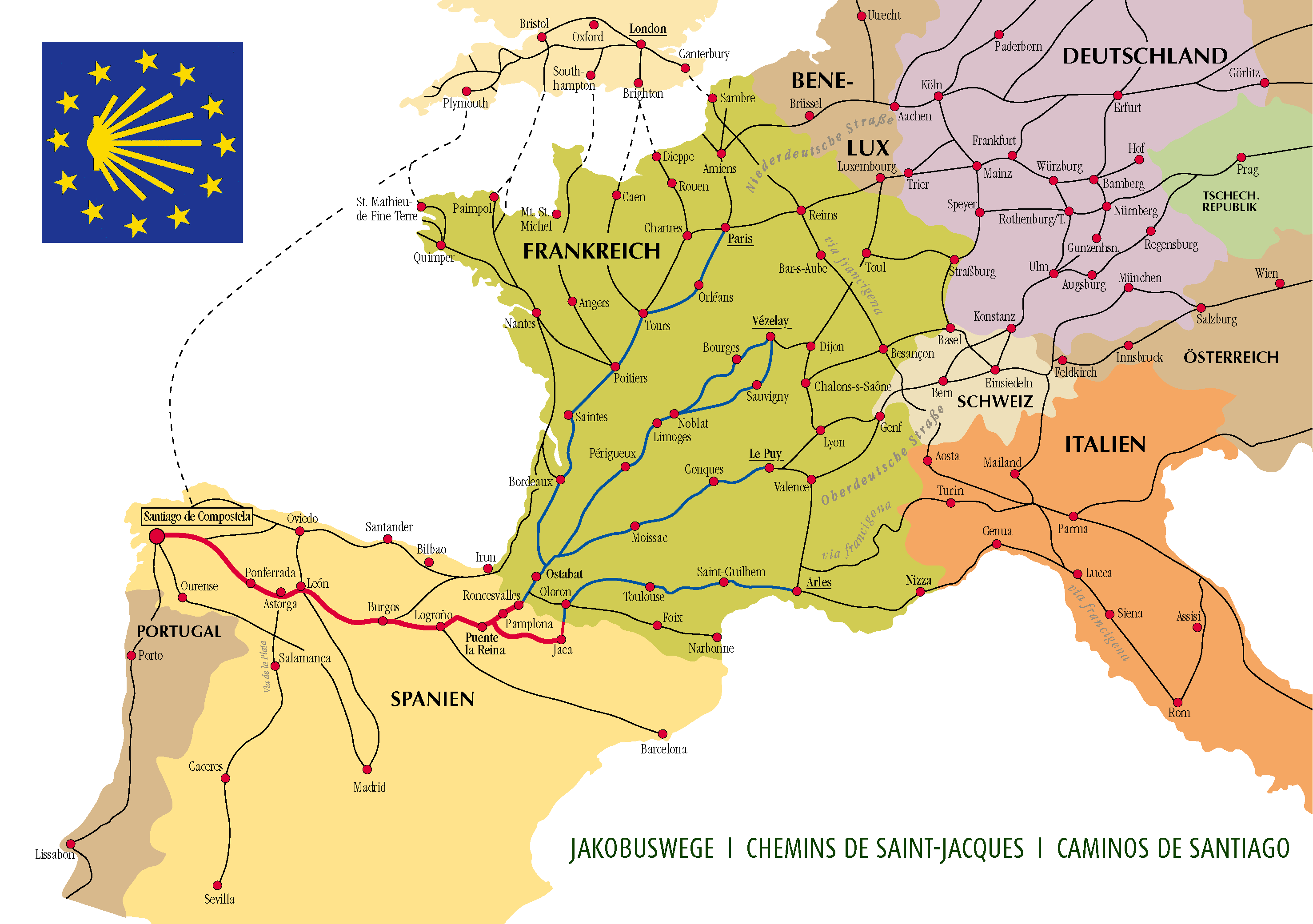
Jakobswege in Europa

Der Tourismus in Spanien stellt einen bedeutenden Wirtschaftsfaktor dar. Bezogen auf die Herkunftsländer belegten 2010 die Briten mit knapp 24 % aller Touristen den Spitzenplatz, gefolgt von den Deutschen mit fast 17 %. Dicht dahinter rangierten die Franzosen mit 15 % auf dem dritten Platz. In absoluten Zahlen besuchten 2010 rund 9 Millionen Deutsche Spanien.
Die Balearen-Insel Mallorca ist bei deutschen Urlaubern sogar derart beliebt, dass sie immer wieder scherzhaft als „17. Bundesland (Deutschland)“ bezeichnet wird.
Für die negativen Auswirkungen des (deutschen) Massentourismus steht ikonisch das mallorquinische Strandlokal Ballermann 6.
Während der Urlaubssaison arbeiten in den Tourismusregionen auch Saisonarbeiter aus Deutschland und Polen. In einigen Tourismusregionen wie der Costa Blanca oder der Costa del Sol sind vergleichsweise viele Deutsche und Engländer dauerhaft ansässig.
Vor allem in von Touristen gerne besuchten Gebieten am Mittelmeer, den Balearen und auf den Kanarischen Inseln ist zum Teil Deutsch als Fremdsprache gebräuchlich.
Schon im Mittelalter wanderten deutsche Pilger auf dem Jakobsweg von ihrer Heimat über Frankreich nach Spanien, um dort das Grab des Apostels Jakobus in Santiago de Compostela in Galicien zu besuchen. Natürlich wäre eine Bezeichnung dieser Reisenden als Touristen ein Anachronismus, davon unabhängig sind sie Teil der deutsch-spanischen Geschichte. Sicher im Zeichen des modernen Massentourismus zu sehen ist das Wiederaufleben dieser Pilgertradition in der zweiten Hälfte des 20. Jahrhunderts, auch wenn religiöse bzw. spirituelle Motive bei einem Teil der Wanderer durchaus noch eine Rolle spielen. Seit 1992 werden in Deutschland wieder Wegstücke des Jakobswegs ausgewiesen. Für einen Trend zum Jakobsweg-Wandern sorgte der deutsche Komiker Hape Kerkeling mit seinem äußerst erfolgreichen Buch „Ich bin dann mal weg : Meine Reise auf dem Jakobsweg“ von 2006.

## Deutsche Medien in Spanien
Für die Versorgung der zahlreichen deutschsprachigen Menschen, die sich langfristig (Residenten) oder kurzfristig (Touristen) in Spanien aufhalten, ist mittlerweile eine beachtliche eigenständige Medienszene entstanden. Zu den Publikationen gehören mehrere Wochenzeitungen mit Auflagen von über 20.000 Exemplaren sowie Gemeindebriefe, Germanistik-Fachzeitschriften oder Wirtschaftsmagazine. Namhafte Blätter sind beispielsweise das Mallorca-Magazin oder die Mallorca-Zeitung. Auf Mallorca, wo eine neue Minderheit mit dauerhaft ansässigen deutschstämmigen Menschen entsteht, gibt es mit Inselradio Mallorca auch das bekannteste deutschsprachige Vollzeit-Hörfunkprogramm. Für in Barcelona ansässige Deutsche, Österreicher und Schweizer erscheint der „TaschenSpiegel“. Spanien zählt neben Italien, den USA, Polen, Rumänien und Belgien zu den Staaten mit den meisten deutschsprachigen Medien außerhalb des geschlossenen deutschen Sprachraums.

## Menschen
Zum 1. Januar 2015 lebten 146.000 deutsche Staatsbürger in Spanien. Für deutsche Rentner ist Spanien ein beliebter Altersruhesitz.
Am 1. Januar 2016 waren 139.555 Spanier in Deutschland ansässig.
Der deutsche Schriftsteller Walter Benjamin flüchtete auf der Flucht vor den Nazis von Frankreich nach Spanien. Im spanischen Grenzort Portbou, wo er trotz erfolgter Grenzüberschreitung die Auslieferung an die Deutschen noch immer befürchtete, nahm er sich in der Nacht vom 26. auf den 27. September 1940 das Leben.

## Städtepartnerschaften
- Die erste deutsch-spanische Städtepartnerschaft schlossen 1977, zwei Jahre nach Francos Tod, Benicàssim eine Stadt in der Valencianischen Gemeinschaft mit Bodolz in Bayerisch-Schwaben.
- Das oberbayerische Fürstenfeldbruck ist mit Almuñécar in Andalusien geschwisterlich verbunden.
- Gernika ist seit 1989 Partnerstadt der baden-württembergischen Stadt Pforzheim. Bei der Städtepartnerschaft spielt die Tatsache eine Rolle, dass Pforzheim am 23. Februar 1945 Ziel eines Flächenbombardements der Royal Air Force und nach Dresden die am stärksten zerstörte Stadt des damaligen Deutschlands war.
- Eine sehr junge deutsch-spanische Städtepartnerschaft (seit 2012) besteht zwischen dem im baden-württembergischen Schorndorf und der baskischen Stadt Errenteria.
- Für eine vollständige Übersicht s. Liste deutsch-spanischer Städte- und Gemeindepartnerschaften